# سامويل جويت
سامويل جويت (مواليد 14 ديسمبر 1997) هو لاعب كرة قدم كاميروني يلعب في مركز خط الوسط في نادي كيه في ميخيلين.

## الإنجازات
الكاميرون
- كأس الأمم الأفريقية المركز الثالث: 2021[1]

## روابط خارجية
- سامويل جويت على موقع إي إس بي إن إف سي (الإنجليزية)
- سامويل جويت على موقع قاعدة بيانات كرة القدم.إي يو (الإنجليزية)
- سامويل جويت على موقع ليكيب (الفرنسية)
- سامويل جويت على موقع ناشيونال فوتبول تيمز (الإنجليزية)
- سامويل جويت على موقع Soccerbase.com (لاعب) (الإنجليزية)
- سامويل جويت على موقع Soccerway.com (الإنجليزية)
- سامويل جويت على موقع عالم كرة القدم.نت (الإنجليزية)